# Ourapteryx cretea
Ourapteryx cretea là một loài bướm đêm trong họ Geometridae.